# Maria Batrakova
Maria Stepanova Demidova nascida Batrakova (em russo: Мария Степановна Батракова; Unomer, 21 de novembro de 1922 – São Petersburgo, 16 de junho de 1997) foi uma instrutora política no Exército Vermelho durante a Segunda Guerra Mundial. Esse cargo significava que ela era responsável por manter a moral das tropas e garantir a lealdade ideológica dos soldados ao regime soviético. Ela foi ferida várias vezes na guerra e, em 1944, recebeu o título de Heroína da União Soviética. O reconhecimento veio por sua bravura ao motivar os soldados com o lema "Ни шагу назад!" (Ni shagu nazad!), que significa "Nem um passo atrás!" – um famoso slogan associado à Ordem nº 227 de Stalin, que proibia a retirada e incentivava a resistência até o fim.

## Vida inicial
Batrakova nasceu em 21 de novembro de 1922 em Unomer, em uma família operária russa. Concluiu o ensino médio e um curso de enfermagem da Cruz Vermelha antes de abandonar a faculdade de arte para se alistar no Exército Vermelho durante a Guerra de Inverno. Atuou como médica na 18.ª Divisão de Infantaria, sendo enviada ao istmo da Carélia. Com o fim da guerra contra a Finlândia, retornou brevemente à escola de arte. 

## Grande Guerra Patriótica
Quando a Alemanha invadiu a União Soviética, voltou ao serviço militar e foi enviada diretamente para o front como médica do 118.º Regimento de Infantaria. Lutou nas Frentes do Norte e da Carélia na defesa da região, até ser ferida em fevereiro de 1942 e hospitalizada até maio. No mês seguinte, retornou ao combate no 117.º Regimento de Artilharia de Guardas, onde permaneceu até agosto de 1943.
Tendo se tornado organizadora do Komsomol no 463.º Regimento de Infantaria, Batrakova incentivou os soldados a avançar e liderou pelo exemplo durante a batalha. Na ofensiva de Donbass, juntou-se a uma companhia de metralhadores anexada a uma unidade de tanques para uma operação de desembarque. Quando três tanques e seu comandante foram destruídos, fazendo com que os metralhadores interrompessem o avanço, ela subiu em um dos tanques inutilizados e os motivou a continuar, levando-os a expulsar os alemães de suas trincheiras.
Durante a ofensiva de Melitopol, seu batalhão recebeu a missão de cruzar o rio Molochnaya em 30 de setembro de 1943. Muitos soldados hesitaram diante da água suja e do fogo inimigo, mas ela os encorajou a avançar. Quando o comandante da companhia morreu ao cair em uma vala antitanque, Batrakova continuou lutando até a chegada de reforços cinco dias depois. Durante esse combate, seu batalhão resistiu a 53 ataques de infantaria e 18 ataques aéreos, sofrendo pesadas baixas, deixando Batrakova entre os sobreviventes feridos.
Em um momento de baixa moral após um ataque aéreo, ela se colocou à frente dos soldados e gritou: "Nem um passo atrás!", evitando que recuassem. Apesar de ser ferida duas vezes, permaneceu no campo de batalha até a chegada dos reforços e retornou à ativa apenas três dias após ser hospitalizada. Por sua bravura e liderança, foi indicada ao título de Heroína da União Soviética em 27 de outubro de 1943 e recebeu a honraria em 19 de março de 1944, por decreto do Soviete Supremo.
Durante a ofensiva Lvov-Sandomierz, Batrakova sofreu uma grave concussão que afetou sua fala temporariamente, levando à sua transferência para longe da linha de frente. Em novembro de 1944, casou-se com o oficial de artilharia Aleksandr Demidov, adotando seu sobrenome. Entre julho e setembro de 1944, trabalhou na divisão política do Komsomol no Exército de Defesa Aérea de Leningrado e, em seguida, atuou como assistente do chefe do departamento político do 22.º distrito da Carélia até fevereiro de 1945. Nesse mesmo ano, foi desmobilizada devido aos problemas de saúde causados pelos ferimentos sofridos ao longo da guerra. Durante o conflito, esteve nas frentes do Noroeste, Stalingrado, 4ª Ucraniana e 1ª Ucraniana, participando de combates em batalhas como Bereznegovatoye–Snigirevka, Demyansk, Lvov-Sandomierz, Melitopol, Nikopol-Krivoy Rog, Odessa, Rostov e Stalingrado.  

## Vida posterior
Após o fim da guerra, Batrakova e seu marido se estabeleceram em Sestroretsk. Devido aos ferimentos sofridos no conflito, ficou inválida e nunca conseguiu realizar seu sonho de se tornar médica. Com a melhora parcial de sua saúde, começou a trabalhar como vendedora em uma fábrica local em junho de 1947. No entanto, permaneceu no cargo por pouco tempo, deixando o emprego em janeiro de 1948, pouco antes do nascimento de seu primeiro filho, Nikolai. Dois anos depois, teve outro filho, Vladimir. Em agosto de 1966, passou a trabalhar como serralheira, mas logo retornou à função de vendedora na fábrica, onde permaneceu até se aposentar em setembro de 1972. Viveu o restante de sua vida em Leningrado, onde faleceu em 16 de junho de 1997. Foi sepultada no cemitério luterano de Volkovskoye.  